# Крипторхизм
Крипторхи́зм (др.-греч. κρυπτός — скрытый + ὄρχις — яичко) — неопущение яичка в мошонку: расположение яичек вне мошонки (в брюшной полости или в паховом канале) либо неправильное опускание, при котором яичко, выйдя из пахового канала, меняет направление и располагается под кожей в паху, на бедре, в лобке или промежности.

## Статистика
Отсутствие яичка в мошонке встречается у 10-20 % новорождённых (у 2-4 % доношенных и у до 30 % недоношенных), у 3 % мальчиков 1 года, у 1 % мальчиков в пубертатном периоде и у 0,3 % взрослых мужчин.

## Процесс формирования яичек
Во время внутриутробного развития яички закладываются в брюшной полости. Весь нормальный процесс формирования и опускания яичек в мошонку, начиная от правильной закладки пола человека, обычно завершается от шести месяцев внутриутробной жизни до шестой недели после рождения или, в крайнем случае, до года (всё зависит от генетической предрасположенности и особенностей организма).

## Причины отсутствия яичка в мошонке
- Хромосомная патология на фоне какого-то химического внешнего воздействия или вирусного заболевания во время беременности (грипп, токсоплазмоз, краснуха или венерические болезни), а также гормональных нарушений как у матери, так и у плода. Крипторхизм является одним из симптомов задержки внутриутробного развития, иногда сочетается с другими врождёнными аномалиями: расширенной переносицей, диспластичными ушными раковинами, неправильным прикусом, патологией грудной клетки, искривлением позвоночника, пупочной или паховой грыжей, патологической формой черепа.
- Механическое препятствие опущению яичка в мошонку.
- Приём ненаркотических обезболивающих (аспирин, ибупрофен и парацетамол) во время беременности. Результаты исследования показали, что одновременное использование двух из трёх перечисленных препаратов во время беременности повышает риск рождения ребёнка с крипторхизмом до 16 раз по сравнению с женщинами, не принимавшими этих лекарств[4].

## Виды отсутствия яичка в мошонке

### Истинный крипторхизм
Для истинного крипторхизма характерно то, что при ручном низведении яичко не удаётся переместить в мошонку. Это второе по частоте после косой паховой грыжи заболевание, с которым приходится сталкиваться хирургам.
При истинном крипторхизме яичко может располагаться в брюшной полости, паховом канале, у поверхностного пахового кольца, в верхней или средней части мошонки.

### Ложный крипторхизм
Ложный крипторхизм встречается довольно часто. При ложном крипторхизме, в отличие от истинного, яичко удаётся низвести в мошонку, независимо от его первоначального положения. Причина ложного крипторхизма — повышение тонуса мышцы, поднимающей яичко. В первые несколько месяцев жизни эта мышца не сокращается, её тонус повышается к двум годам и остаётся максимальным до восьми лет.

### Эктопия яичка
При эктопии яичко обнаруживается в области промежности, на бедре (бедренная эктопия), у корня полового члена, в паховой области (паховая эктопия) и не может быть низведено в мошонку. Эктопия яичка составляет около 5 % всех случаев отсутствия яичка в мошонке.

### Поднявшееся яичко
В некоторых случаях опустившееся в мошонку яичко смещается оттуда вследствие замедленного роста семенного канатика.

## Обследование
Обследование нужно проводить в первые недели (дни) жизни ребёнка. Исследование проводят в тёплом помещении. Пальцы одной руки располагают у основания мошонки, предотвращая смещение яичка, другой рукой производят пальпацию. Если яичка в мошонке нет, то пальпируют паховый канал по направлению от верхней передней подвздошной ости вниз и медиально к лобковому бугорку. Если яичко находится в паховом канале, его пытаются низвести в мошонку. Это позволяет провести дифференциальную диагностику между истинным и ложным крипторхизмом.
Чтобы доказать, что яичек нет вообще (анорхизм) или присутствует лишь одно (монорхизм), необходимо специальное исследование — контрастная вазография, когда в сосуды вводится специальное контрастное вещество и делается снимок. Возможно, яичко просто затерялось в брюшной полости и не прощупывается.

## Последствия и осложнения
Гистологически установлено, что в неопущенных яичках ещё во внутриутробном развитии начинаются морфологические (дегенеративные) изменения. Нормальный сперматогенез возможен лишь в мошонке, где температура на 1,5-2,5 °C ниже, чем в брюшной полости. Чем выше расположено яичко в брюшной полости, чем дольше оно там находится, чем больше поддаётся влиянию повышенных температур, тем сильнее страдает сперматогенная (репродуктивная, детородная) функция.
Постепенно нарушается и андрогенная функция (выработка гормонов). Мальчики склонны к избыточной массе тела. Нарушается своевременное и полное развитие вторичных половых признаков (почти отсутствует оволосение в лобковой части тела и паху, медленно, слабо растут усы и борода, высокий голос); они растут женоподобными. С возрастом развивается импотенция.
Достаточно часто неопущение яичек может сопровождаться пупочной или паховой грыжей, которая проявляется в области паховых складочек в виде бугорка под кожей. При ущемлении грыжи необходима срочная госпитализация и хирургическое вмешательство.
Возможность злокачественного перерождения дистопного яичка в 35 раз выше, чем при нормальном положении. Наиболее опасное осложнение — семинома (опухоль яичка).
Среди прочих осложнений: травма яичка (при расположении его в паховой области), заворот яичка.

## Лечение

### Хирургическое лечение
Если до 1 года яичко
не спускается в мошонку, то необходима операция. Примерно в 50 % случаев во время операции выясняется, что яичко не изменено и в этом случае выполняется орхипексия, в остальных 50 % случаев яичко не удаётся обнаружить или его приходится удалять из-за грубых физиологических морфологических изменений.

#### Преимущества орхипексии в раннем возрасте
- Предотвращение бесплодия.
- Одномоментная коррекция косых паховых грыж (сопутствуют крипторхизму в 90 % случаев).
- Предотвращение травматизации (после года ребёнок физически более активен).
- Предотвращение перекрута яичка.
- Предотвращение психических нарушений.
- Уменьшение риска злокачественного перерождения.

### Гормональная терапия
Введение хорионического гонадотропина рекомендуется только при ложном крипторхизме. Оно проводится начиная с 6 месяцев. В некоторых случаях курс гормонотерапии назначают и перед операцией.

## Профилактика
Особых методов профилактики не существует. Следует серьёзно и основательно подготовиться к будущей беременности, вылечить хронические инфекции, стараться избегать стрессов и физических нагрузок. В первые месяцы беременности, когда внутренние органы плода лишь начинают закладываться, следует избегать контактов с вредными веществами (ремонт, работа на вредном предприятии), а также отказаться от приёма ненаркотических обезболивающих (аспирин, ибупрофен и парацетамол).